# Cylichnella gonzagensis
Cylichnella gonzagensis is een slakkensoort uit de familie van de Cylichnidae. De wetenschappelijke naam van de soort is voor het eerst geldig gepubliceerd in 1927 door Baker & Hanna.